# Tetsuya Ogawa
Tetsu (Ogawa Tetsuya) föddes 3 oktober 1969 i Shiga, Japan. Han är basist i L'Arc-en-Ciel sedan han startade bandet tillsammans med hyde 1991. Han har även gått under namnet TETSU69 som soloartist, och i början av 2007 släppte han en singel som tetsu. Utöver det har han även spelat i Creature Creature.